# 羅伊斯-格拉親王國
羅伊斯-格拉親王國（德語：Fürstentum Reuß jüngerer Linie，另稱羅伊斯幼系親王國）是德意志地區歷史上的一個邦國，1848年羅伊斯-洛本施泰因-埃伯斯多夫親王亨利七十二世退位，領土併入羅伊斯幼系，1918年德國十一月革命後亨利二十七世退位。

## 命名規則
羅伊斯家族有一套獨特的命名規則。為了紀念曾經幫助過家族的神聖羅馬皇帝亨利六世，羅伊斯家族所有的男性名字皆為「亨利」（Heinrich）。在幼系家族，以每個世紀作為一輪（例如：第一個在19世紀出生的男孩即為「亨利一世」）。

## 分支
1647年，「遺腹子」亨利二世的三個兒子瓜分了他的領地：小亨利二世（1602年—1670年）獲得格拉和薩爾堡；亨利三世獲得施萊茨；亨利十世獲得洛本施泰因。

### 羅伊斯-格拉
小亨利二世去世後，羅伊斯-格拉由其子亨利四世（1650年—1686年）繼承。他的孫子亨利三十世於1802年去世後，羅伊斯-格拉一系絕嗣，由羅伊斯-施萊茨繼承。

### 羅伊斯-施萊茨
亨利三世的兒子亨利一世去世後，他的長子亨利十一世繼承羅伊斯-施萊茨，幼子亨利二十四世則成為羅伊斯-科斯特利茨伯爵。亨利十一世的孫子亨利四十二世於1802年繼承羅伊斯-格拉，1806年成為羅伊斯-施萊茨和格拉親王。

### 羅伊斯-洛本施泰因
1678年，亨利十世的兒子們瓜分了他的領地：亨利三世（1648年—1710年）繼承洛本施泰因；亨利八世（1652年—1711年）獲得赫希貝格；小亨利十世獲得埃伯斯多夫。羅伊斯-洛本施泰因於1824年絕嗣，由羅伊斯-埃伯斯多夫親王亨利七十二世繼承，後者於1848年退位，由羅伊斯-施萊茨和格拉親王亨利六十二世繼承，至此羅伊斯幼系領地全部合併。